# Polygala glaucoides
Polygala glaucoides är en jungfrulinsväxtart som beskrevs av Carl von Linné. Polygala glaucoides ingår i släktet jungfrulinssläktet, och familjen jungfrulinsväxter. Utöver nominatformen finns också underarten P. g. laotica.